# Tercera batalla del Isonzo

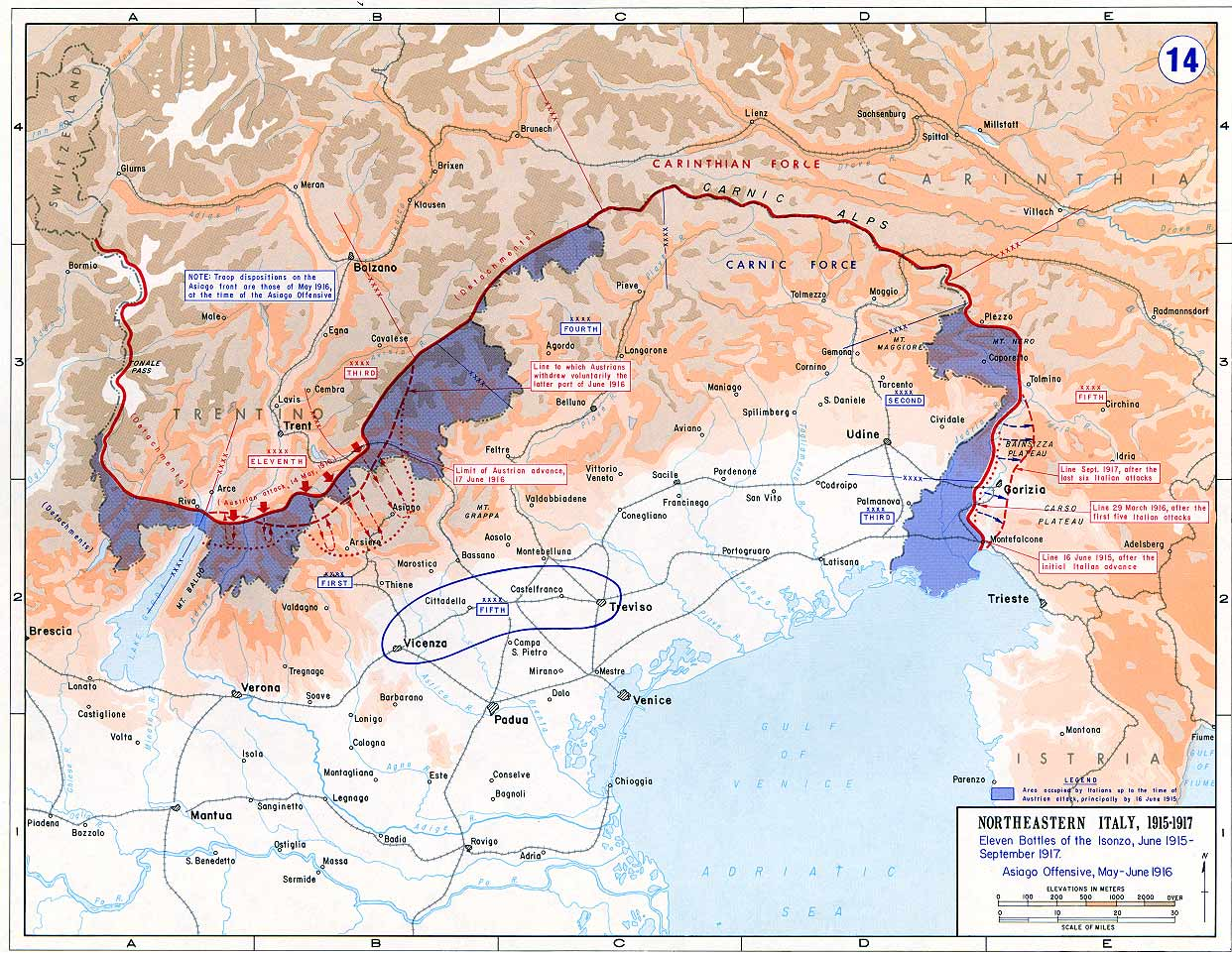
imagen del mapa de la batalla de isonzo maberick.

La tercera batalla del Isonzo tuvo como objetivo la toma italiana de Gorizia, tras fracaso de las dos anteriores batallas en este frente.

## Plan italiano
Para tomar la ciudad, el jefe del Estado Mayor italiano Luigi Cadorna planeó una ofensiva en dos fases. La primera sería un ataque al norte y al sur de la ciudad, en Plava y en el norte de la meseta del Carso, que debían embolsar la ciudad. A continuación un asalto directo debía permitir su conquista. Para ello, Cadorna dispuso de dos tercios del Ejército: treinta y nueve divisiones con trescientos treinta y ocho batallones, trescientos cincuenta infantes. El grueso de las operaciones quedarían encomendadas al 2.º Ejército del Pietro Frugoni. Al norte, su IV Cuerpo de Ejército trataría de conquistar Tolmein; en el centro, los cuerpos VIII y II debían penetrar en la meseta de Bainsizza y rodear Gorizia desde el norte. El VI Cuerpo debía tomar Podgora y el monte Sabotino.  El 3.er Ejército del duque de Aosta, más al sur, debía tomar algunos puntos de la meseta del Carso, como el monte San Michele, que ya había disputado en la segunda batalla del Isonzo. Quedaban cuatro divisiones en reserva para utilizarlas tras el esperado avance de la primera fase de la ofensiva.
Los austrohúngaros conocían los planes enemigos.

## La batalla
La batalla empezó con un intenso bombardeo italiano al mediodía del 18 de octubre, que duró todo el día. El bombardeo prosiguió el día siguiente, en el que el los italianos hicieron el primer bombardeo aéreo importante de la guerra. La falta de munición hizo que los austrohúngaros apenas pudiesen responder; sufrieron varios miles de bajas. El bombardeo cesó a las diez de la mañana del día 21. La infantería italiana atacó dos horas después. El embate se atascó pronto al norte. Lo mismo sucedió en el centro. Ambos bandos sufrieron copiosas bajas. El resultado se repitió también en el sur. El 22 de octubre se redobló el asalto italiano, sin lograr avances.
El apogeo de la batalla aconteció el día 23, con un gran esfuerzo italiano por tomar el monte San Michele, que Cadorna consideraba clave para poder conquistar Gorizia. Tres divisiones y media se emplearon en este intento. Los reñidísimos combates del día concluyeron con el monte en manos de los austrohúngaros, pero con numerosas bajas en los dos bandos. El día 24 hubo un nuevo asalto al monte, que volvió a fracasar.
Pese a que la primera fase de la ofensiva había fracasado, Cadorna decidió pasar a la segunda y asaltar las defensas de Gorizia. Los embates, sin embargo, fracasaron con grandes bajas. Lo mismo sucedió con el siguiente asalto, el día 28 y en el del 29.
Cadorna, consciente del desgaste del enemigo, trató de aprovecharlo para doblegarlo por fin y alcanzar Gorizia mediante un nuevo asalto que comenzó el 31 de octubre. Tras cinco días de enconada lucha, el nuevo embate acabó sin que las posiciones cambiasen sustancialmente. El II Cuerpo de Ejército italiano, sin embargo, perdió dos divisiones en esta acometida, destrozadas en los inútiles asaltos. Luego atacó el VI Cuerpo, que apenas consiguió apoderarse de dos colinas sin valor militar y avanzar menos de cien metros hacia Gorizia.
Más al sur el 3.er Ejército del duque de Aosta siguió bombardeando al enemigo e infligiéndole abundantes bajas, pero sin conseguir avanzar. El último de los estériles y costosos asaltos a las castigadas posiciones enemigas tuvo lugar el 4 de noviembre.

## Resultado
La batalla concluyó sin que los italianos lograsen avanzar ni quebrar las líneas enemigas, pero les costó sesenta y siete mil bajas. Solo había logrado avanzar en los alrededores del pueblo de Zagora y tomar dos colinas al oeste del de Podgora. Los austrohúngaros, por su parte, habían sufrido bajas proporcionalmente superiores: 42 000, de ellas 8228 muertos, 7201 desaparecidos y 26 418 heridos.